# Libia en los Juegos Olímpicos de Atlanta 1996
Libia estuvo representada en los Juegos Olímpicos de Atlanta 1996 por cinco deportistas masculinos que compitieron en dos deportes.
El equipo olímpico libio no obtuvo ninguna medalla en estos Juegos.